# Marius Jouve
Marius Jouve, fils de Marius Jouve, riche propriétaire du Barroux, fut comme son père un félibre de renom et artiste peintre. Dans sa peinture, il témoigne des traditions de la Provence. 

## Biographie
Le 27 mars 1909, il quitta Carpentras, où il était boulanger de métier, pour se rendre à pied au Barroux. S'étant arrêté chez le barbier de Caromb, il reprit la route et fut assassiné au Préfantasti, abattu d’une balle de plomb dans les reins, par un tireur embusqué derrière un buisson de cades.